# Louis La Feuillade
Louis d'Aubusson de la Feuillade, francoski maršal in politik, * 30. marec 1673, † 28. februar 1725.